# Liste der Naturdenkmale in Mertesdorf
Die Liste der Naturdenkmale in Mertesdorf nennt die im Gemeindegebiet von Mertesdorf ausgewiesenen Naturdenkmale (Stand 3. Juni 2024).

## Naturdenkmale
| Nr.         | Bezeichnung  | Lage                                        | Beschreibung | Bild                                    |
| ----------- | ------------ | ------------------------------------------- | ------------ | --------------------------------------- |
| ND-7235-447 | Silberpappel | westlich des Ortes; Flur Unterm Schloß Lage | Populus alba | Direkt Bild zu diesem Denkmal hochladen |